# Biblioteca Pública de Moravia
La Biblioteca Pública de Moravia es una biblioteca pública costarricense ubicada en la Provincia de San José; fue inaugurada el 24 de marzo de 2003. Pertenece al Sistema Nacional de Bibliotecas (SINABI) ente rector de las bibliotecas públicas nacionales que funge como una institución adscrita al Ministerio de Cultura y Juventud de Costa Rica.

## Servicios
En la Biblioteca pública de Moravia profesionales de ciencias de la información brindan diversos tipos de servicios a los usuarios:
- Préstamo de material bibliográfico en sala: los usuarios puede solicitar libros, revistas o periódicos dentro de las instalaciones de la Unidad de Información.
- Préstamo a domicilio: se le facilita al usuario registrado, el uso de los materiales bibliográficos fuera de las instalaciones, por un determinado tiempo.
- Préstamo de periódicos y Gacetas: de ediciones recientes o de años anteriores, de los periódicos nacionales y de La Gaceta, publicación periódica oficial del gobierno costarricense
- Bases de datos locales y del Sistema Nacional de Bibliotecas (SINABI): acceso a bases referenciales y de texto completo.
- Préstamo de equipo audiovisual o computadoras: el usuario utiliza equipos audiovisuales o multimedia de forma gratuita para fines académicos o educativos.

Además ofrecen el servicio de consultas telefónicas, acceso a internet para búsqueda y recuperación de la información,  espacio para universitarios y otros servicios culturales.

### Programas Educativos
Asimismo la biblioteca brinda espacios para desarrollar actividades dirigidas a grupos específicos de usuarios la comunidad:
- Soy Bebé y me gusta leer: actividad dirigida a niños de 0 a 5 años
- Hora del Cuento: se leen libros de cuentos acorde a la edad de los niños
- Charlas para mujeres emprendedoras: enfocado en la superación personal
- Conferencias con escritores invitados: reconocidos en el ámbito costarricense
- Conversatorios de fomento a la lectura para jóvenes y para adultos: con especialistas en la lectura
- Club de lectura para Adultos mayores: con libros afines a su edad
- Compartiendo con los Abuelitos: espacio de entretenimiento
- Festival del Libro: se exponen libros de texto o de diferentes Géneros literarios

### Programas de Extensión
La Biblioteca Pública de Moravia ofrece a la comunidad actividades de extensión durante el periodo de vacaciones, dirigidas a niños y niñas mayores de cinco años, como la lectura de cuentos, teatro infantil, el taller de manualidades como apoyo a estos usuarios. Además, proyección de películas y videos.
La Biblioteca Pública de Moravia como una forma de inclusión y difusión de la información a todo tipo de público, es la única biblioteca que brinda el servicio express para adultos mayores y personas con algún tipo de discapacidad, que requieren materiales de la biblioteca, pero que se les dificulta visitar las instalaciones.